# Урюпин, Павел Степанович
Павел Степанович Урюпин (11 июля 1923, дер. Новоплотниково, Новониколаевская губерния — 21 января 2000, Куйбышев, Новосибирская область) — советский военнослужащий, участник Великой Отечественной войны, Герой Советского Союза, разведчик 183-го гвардейского стрелкового полка 59-й гвардейской стрелковой дивизии, гвардии красноармеец.

## Биография
Родился 11 июля 1923 года в деревне Новоплотниково (ныне — Куйбышевского района Новосибирской области). Окончил 4 класса школы. Работал бригадиром тракторной бригады.
В армии с декабря 1941 года. Участник Великой Отечественной войны с июля 1942 года. В должности наводчика зенитного орудия участвовал в Сталинградской битве, был ранен. После излечения в госпитале направлен на должность разведчика в 183-й гвардейский стрелковый полк. В составе 3-го и 2-го Украинских фронтов участвовал в освобождении Донбасса, юга Украины, Одессы, Молдавии, Румынии, Болгарии, Венгрии, Чехословакии и Австрии.
Отличился при штурме Будапешта. В ночь на 5 декабря 1944 года в районе населённого пункта Рацкеве во главе группы разведчиков преодолел Дунай и разведал оборону противника. Несмотря на ранение, продолжал командовать разведчиками, в завязавшемся бою взял 6 пленных.
За мужество и героизм, проявленные в боях, Указом Президиума Верховного Совета СССР от 24 марта 1945 года гвардии рядовому Урюпину Павлу Степановичу присвоено звание Героя Советского Союза с вручением ордена Ленина и медали «Золотая Звезда».
В 1946 году старшина П. С. Урюпин демобилизован. Вернулся в родное село, вновь руководил тракторной бригадой. С 1948 года — директор сельпо в селе Гжатск Куйбышевского района. Окончил Новосибирскую партшколу, в 1964 году — Высшую партийную школу. Был секретарём райкома партии, председателем Михайловского райисполкома, председателем колхоза и директором совхоза, главным инженером треста «Межрайгаз» в городе Куйбышев Новосибирской области.
Жил в городе Куйбышев (Новосибирская область). После ухода на пенсию возглавлял Куйбышевский комитет по военно-патриотическому воспитанию молодёжи. Умер 21 января 2000 года.
Лейтенант. Награждён орденами Ленина, Отечественной войны 1-й степени, Красной Звезды, «Знак Почёта», медалями.